# Jesús Eduardo Rivera
Jesús Eduardo Rivera Vargas (nacido el 16 de abril de 1987 en Ciudad Victoria, Tamaulipas) es un futbolista mexicano que juega en la posición de mediocampista. Actualmente juega para el Club Deportivo Guadalajara.
Es un defensa juvenil que actúa en la filial del conjunto rojiblanco el Club Deportivo Tapatío, en la Primera división 'A' mexicana, se le dio la oportunidad de participar en la SuperLiga Norteamericana 2008 con el primer equipo.
- Datos: Q5930080